# Daguan (Zhaotong)
Daguan léase Da-Kuán (en chino:大关县, pinyin:Dàguān xiàn) es un condado bajo la administración directa de la ciudad-prefectura de Zhaotong. Se ubica al noreste de la provincia de Yunnan, sur de la República Popular China. Su área es de 1082 km² y su población total para 2010 fue +200 mil habitantes.

## Administración
El condado Daguan se divide en 9 pueblos que se administran en 6 poblados y 3 villas. 